# Arij Pazowski
Arij Moisiejewicz Pazowski (ros. Арий Моисеевич Пазовский, ur. 21 stycznia?/2 lutego 1887 w Permie, zm. 6 stycznia 1953 w Moskwie) – radziecki dyrygent.

## Życiorys
Urodził się w rodzinie rzemieślnika. W 1904 ukończył klasę skrzypiec w petersburskim konserwatorium, w 1905 zadebiutował jako dyrygent operowy podczas wystawiania opery La Traviata Verdiego. Występował w prowincjonalnych teatrach operowych w Kazaniu, Saratowie, Mińsku, Wilnie, Charkowie, Odessie, Kijowie, Tbilisi i innych miastach. Od 1908 do 1910 mieszkał w Moskwie i współpracował z teatrem operowym Siergieja Zimina, gdzie dyrygował m.in. operom Don Juan Mozarta i Dziewica orleańska Czajkowskiego, w latach 20. był związany z Teatrem Bolszoj, od 1936 do 1943 był kierownikiem artystycznym i głównym dyrygentem Państwowego Leningradzkiego Akademickiego Teatru Opery i Baletu im. Kirowa, od 1943 do 1948 zajmował analogiczne stanowisko w Teatrze Bolszoj. W 1925 został nagrodzony tytułem Zasłużonego Artysty RFSRR. Brał udział w wystawianiu m.in. oper Faust (1924), Walkiria (1925), Borys Godunow (1927) i Iwan Susanin (1945). W 1940 otrzymał tytuł Ludowego Artysty ZSRR. W 1948 zrezygnował z dyrygentury w związku z ciężką chorobą. Został pochowany na Cmentarzu Wwiedieńskim.

## Nagrody i odznaczenia
- Nagroda Stalinowska (trzykrotnie, 1941, 1942 i 1943)
- Order Czerwonego Sztandaru Pracy (1939)
- Order „Znak Honoru” (1936)